# Hämeenlinna
Hämeenlinna (szw. Tavastehus) − miasto w południowo-zachodniej Finlandii, ośrodek administracyjny prowincji Häme. Jest to jedno z najstarszych miast kraju.

## Historia
Jego historia sięga IX wieku. Od wieków pełniło ważną rolę administracyjną. W połowie XIII wieku wybudowano w mieście istniejący do dziś zamek. Miasto zamieszkuje 68 303 (31.12.2023).

## Sport
- FC Hämeenlinna – klub piłkarski
- Hämeenlinnan Pallokerho (w skrócie HPK) − klub hokejowy

## Współpraca zagraniczna
Miasto zawarło umowy o współpracy z miastami:
- Qeqertarsuatsiaat, Grenlandia
- Toruń, Polska
- Celle, Niemcy
- Weimar, Niemcy
- Bærum, Norwegia
- Twer, Rosja
- Püspökladány, Węgry
- gmina Uppsala, Szwecja[2]

## Galeria

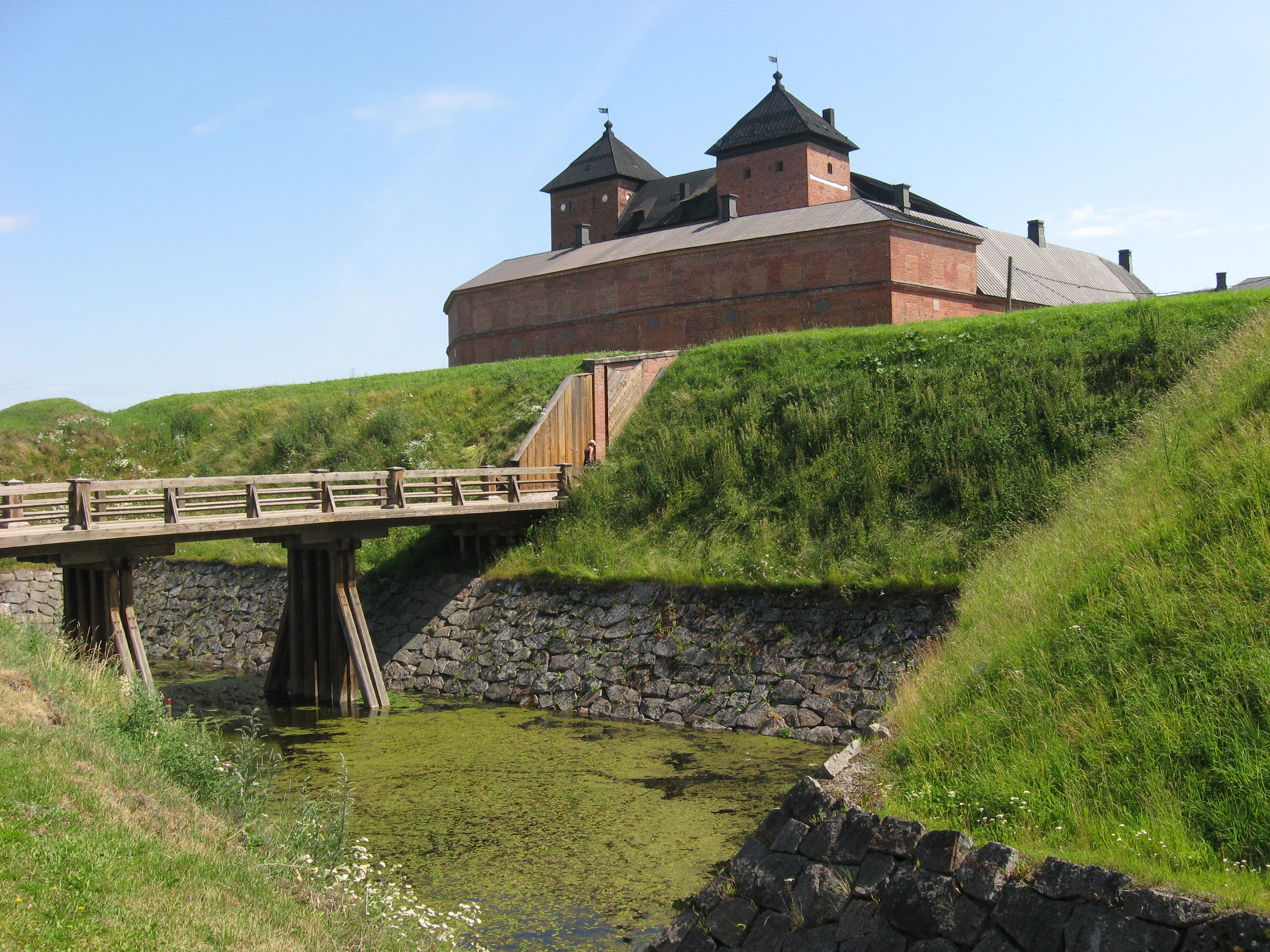
Zamek Häme
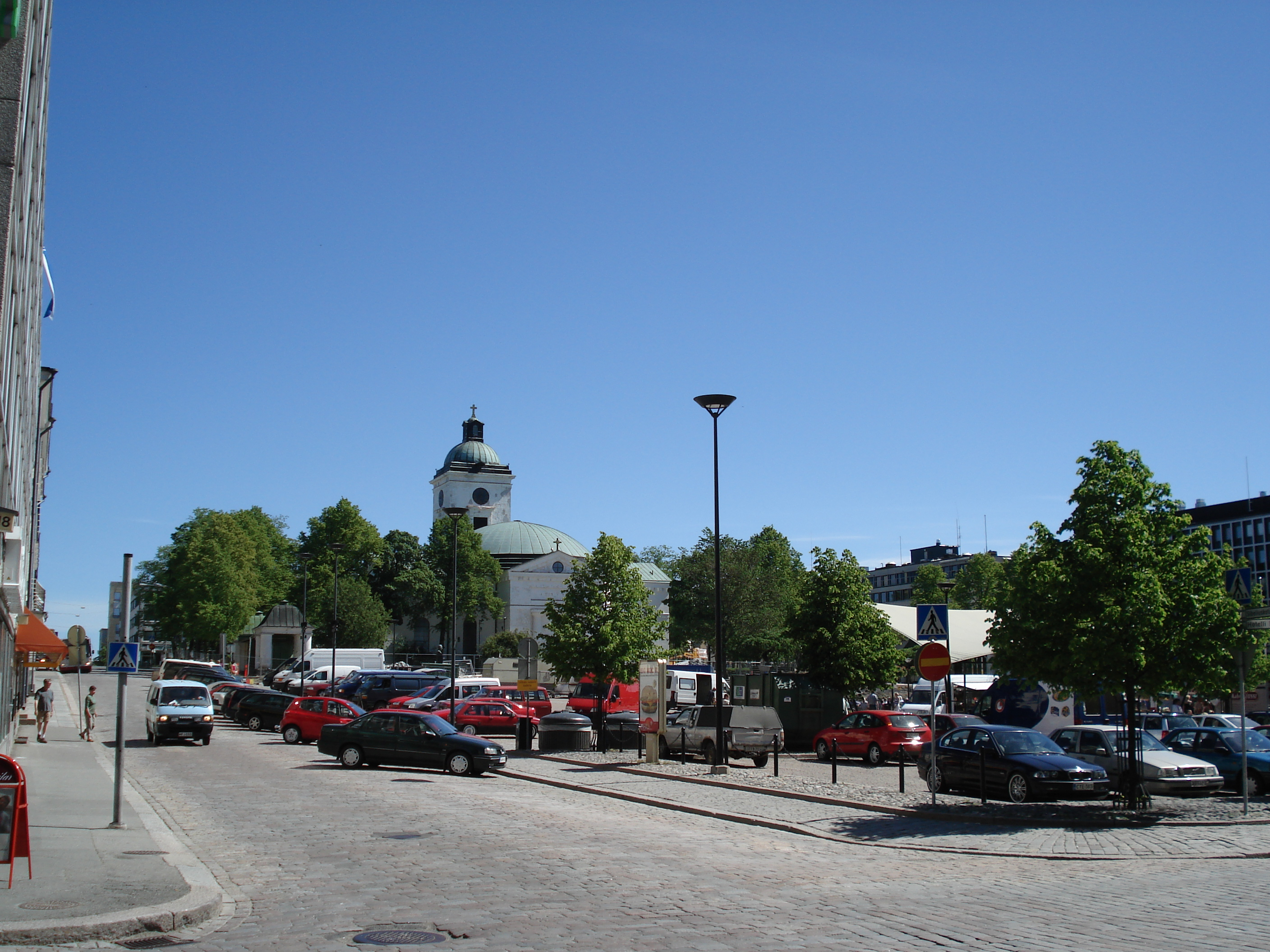
Rynek miejski z kościołem
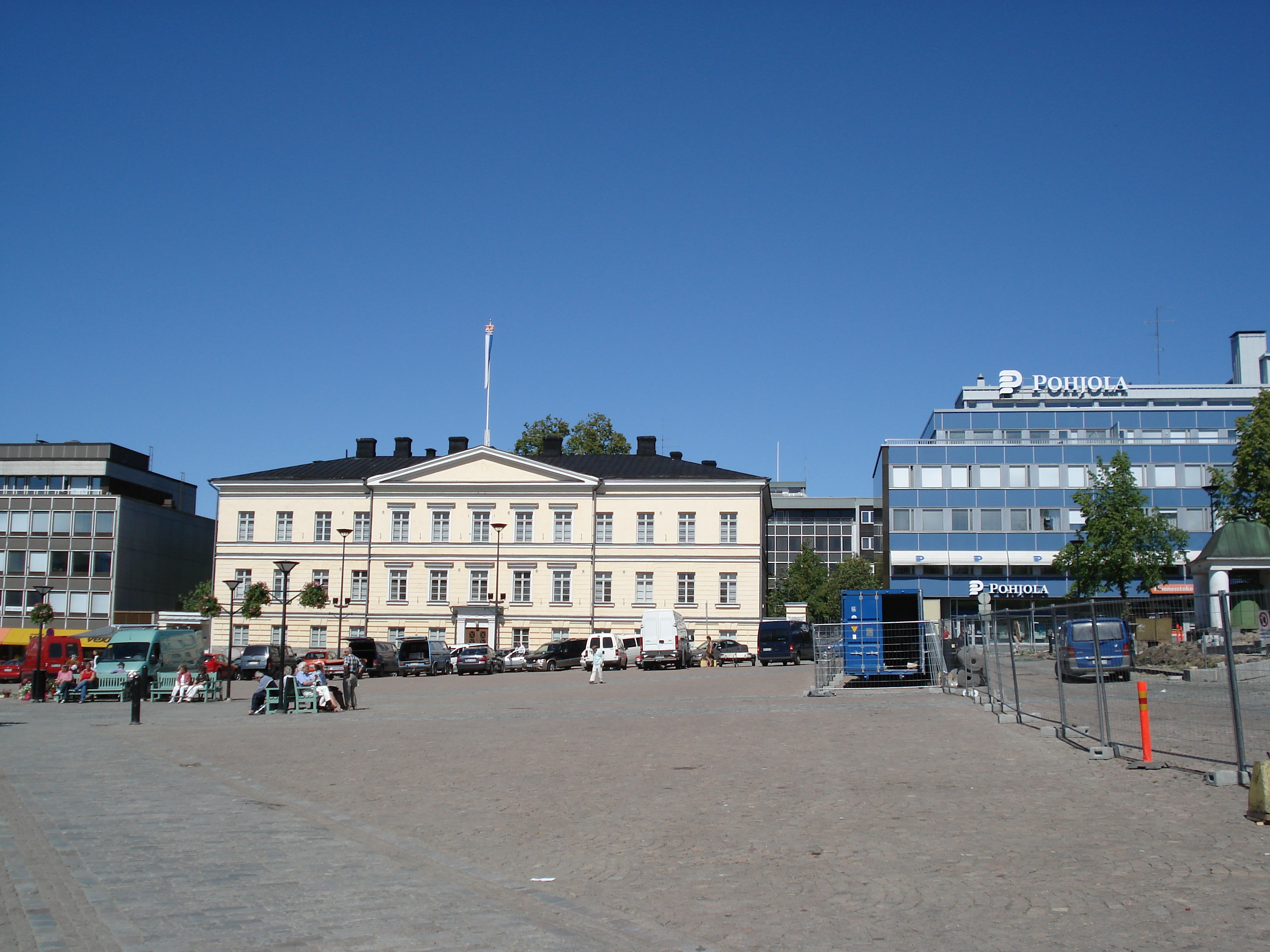
Zabudowa rynku
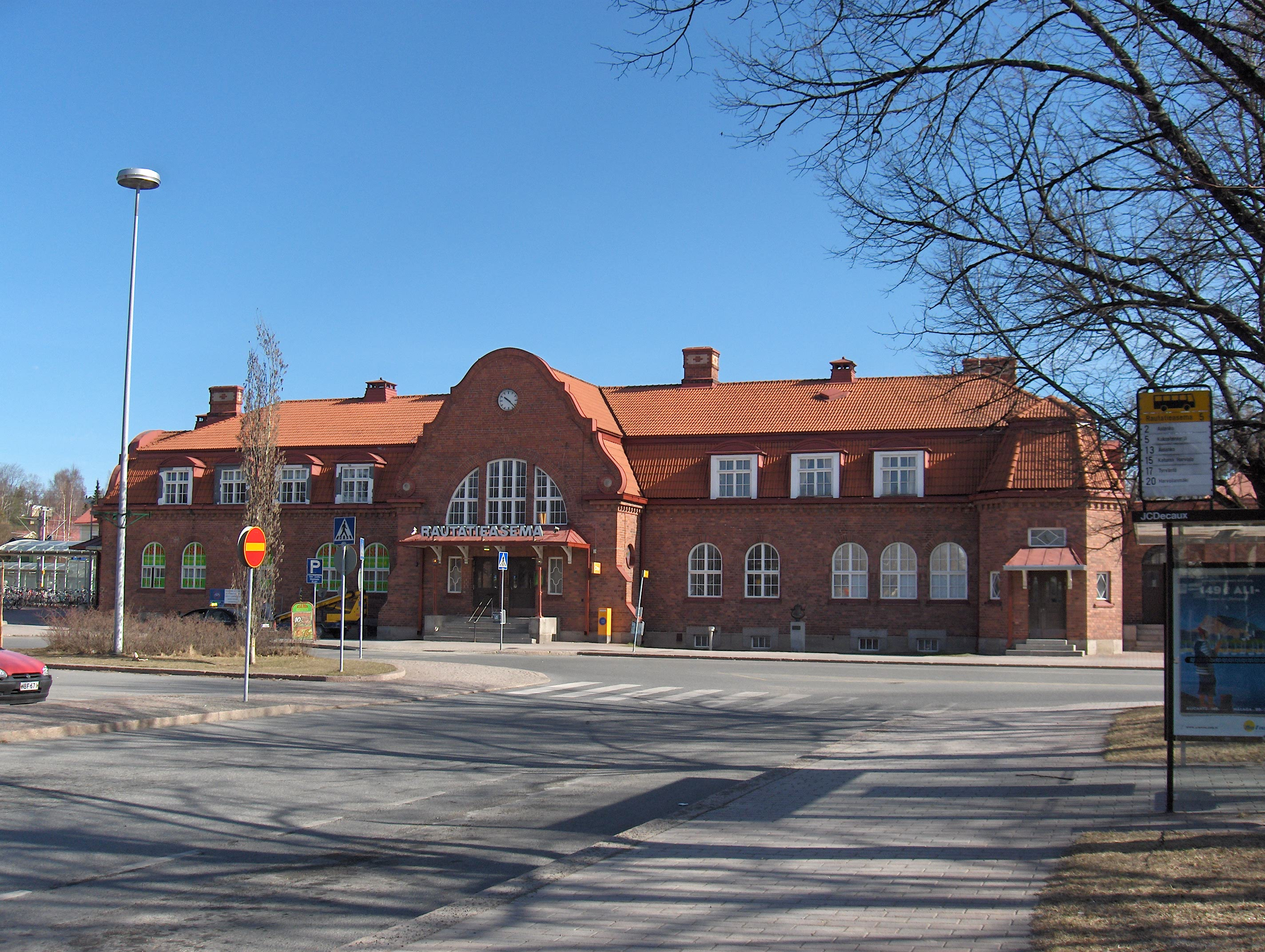
Stacja kolejowa